# Wüste

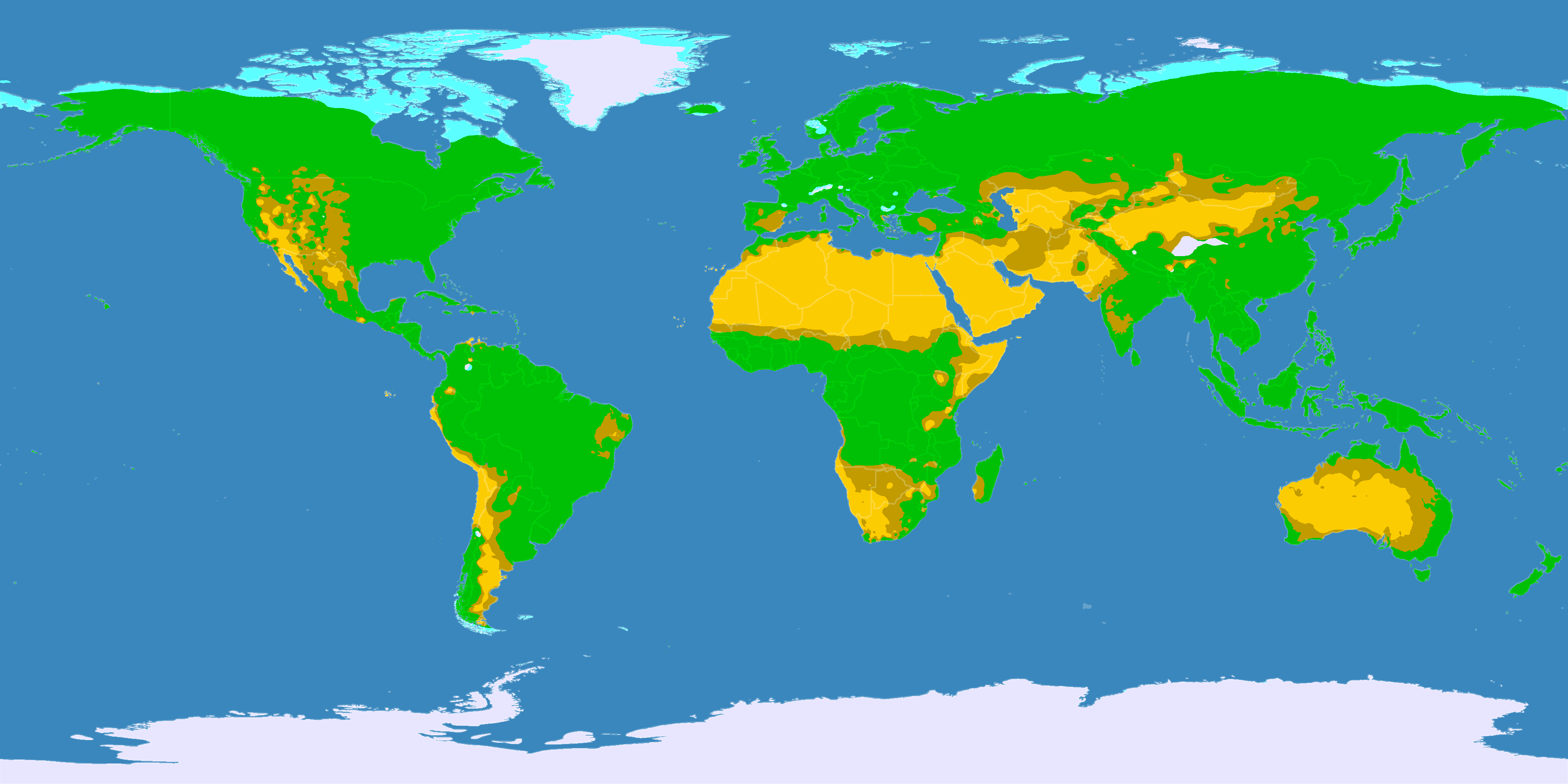
Trockenklimate der Erde
(nach Köppen & Geiger):
Wüstenklima
Savannen- und Steppenklimate
Tundrenklima
Eisklima

Als Wüste werden die vegetationslosen oder vegetationsarmen Gebiete der Erde bezeichnet. Nach Jürgen Schultz beträgt die Flächenbedeckung mit ausdauernden Pflanzen meistens weniger als 10 % bei Vollwüsten – in der Regel ungleichmäßig auf sehr große vegetationsfreie Flächen mit vereinzelten „Vegetationsinseln“ verteilt – und 10 bis 50 % bei Halbwüsten. Ursache für Wüsten sind entweder fehlende Wärme (Kältewüste, Eiswüste) der polaren und subnivalen Regionen, Überweidung oder Wassermangel (Trockenwüste, Hitzewüste). Wüsten zählen zur Anökumene.

## Geomorphologische Einteilung der Wüstenarten

### Sandwüste

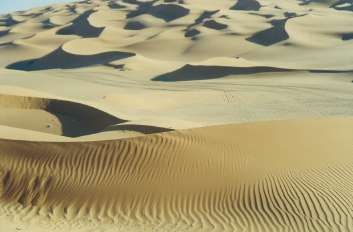
Sandwüste in der Sahara Libyens

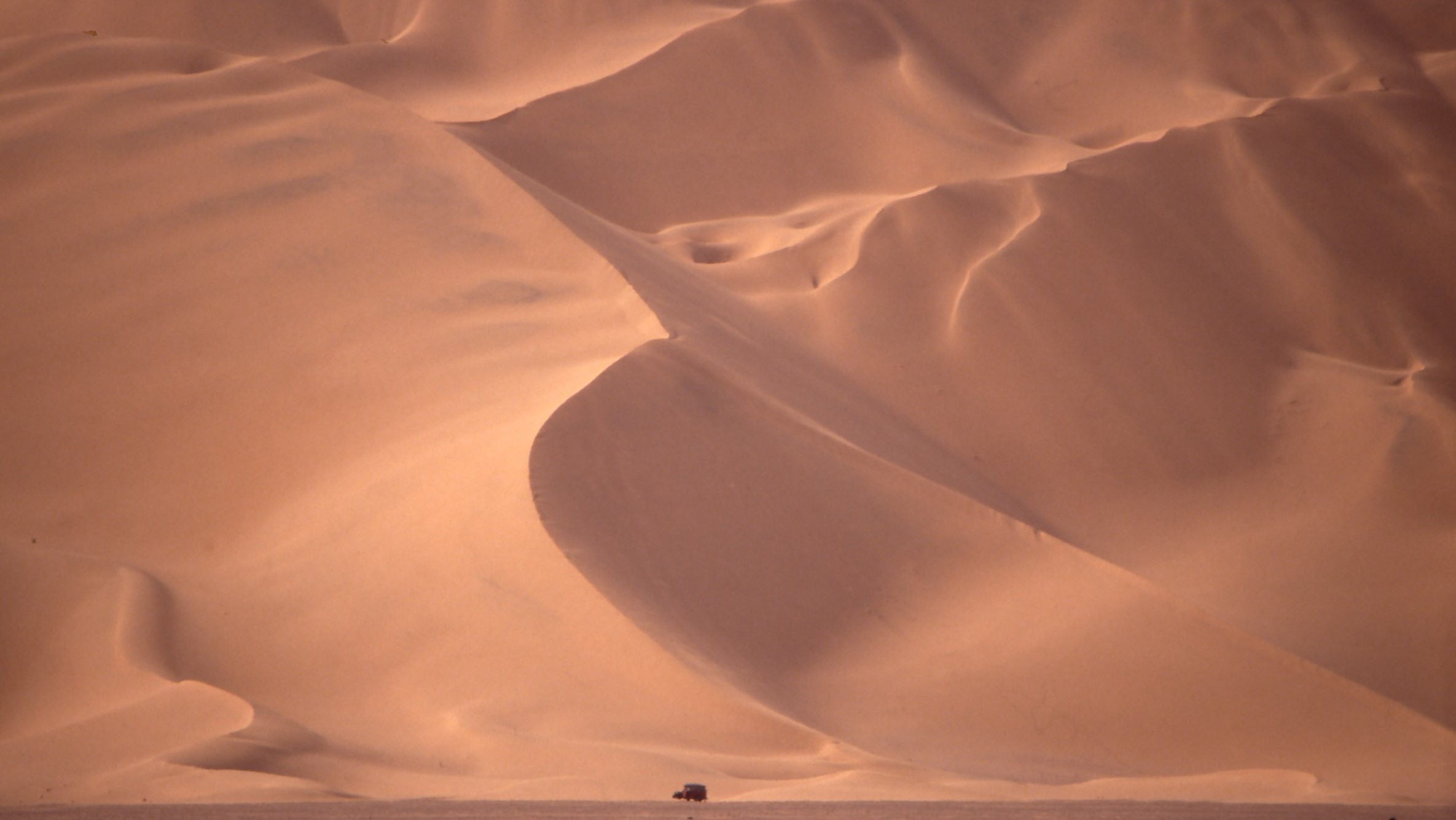
Geländewagen (vorne mittig) vor einer großen Düne in der Sandwüste des westlichen großen Erg in Algerien

Die Sandwüste wird im Arabischen Erg genannt, in der westlichen Sahara und in der Libyschen Wüste auch Edeyen. Eine Sandwüste ist eine Wüste mit einer Oberfläche, die überwiegend aus Quarzsand besteht, der durch die Bodenerosion einer Kieswüste entstand oder aus anderen Regionen eingeweht wurde. Sandwüsten nehmen, obwohl sie weithin fälschlich als Synonym für das Phänomen Wüste angesehen werden, nur etwa 20 % der Wüstenflächen der Erde und auch der Sahara ein.
Die Lebensbedingungen in den Sandwüsten sind härter als in anderen. Es gibt sie mit und ohne Dünen, die relativ stabil und in ihrem unteren Teil verfestigt sein können wie im südlichen Sandmeer und dort sog. Gassis bilden, oder die wie im nördlichen Sandmeer Ägyptens – etwa um Farafra – als Wanderdünen vorkommen in Gestalt von (je nach vorherrschender Windrichtung) Quer-, Längs-, Stern- oder Sicheldünen. Die höchsten Sanddünen findet man in Algerien, die längste ist der Abu Muharek mit ca. 600 km. Gut befahrbar sind nur verfestigte Sandebenen, ansonsten sind insbesondere Dünenfelder wie der Erg von Bilma auch mit Geländewagen nur mühsam passierbar. Die weltweit größte Sandwüste ist die Rub al-Chali in Arabien, und die zweitgrößte ist die Taklamakan.

### Kieswüste
Kieswüsten heißen in der Westsahara Reg, in der Zentralsahara nennt man sie Serir. Kieswüsten entstehen nach Erosion von Stein- oder Felswüsten (Akkumulation von gröberen Korngrößen durch Ausblasung der feineren Korngrößen) oder durch die Ablagerung von Kies im Vorfeld von Gletschern. Wagenspuren halten sich hier besonders lange. Kieswüsten sind gut passierbar.

### Stein- oder Felswüste

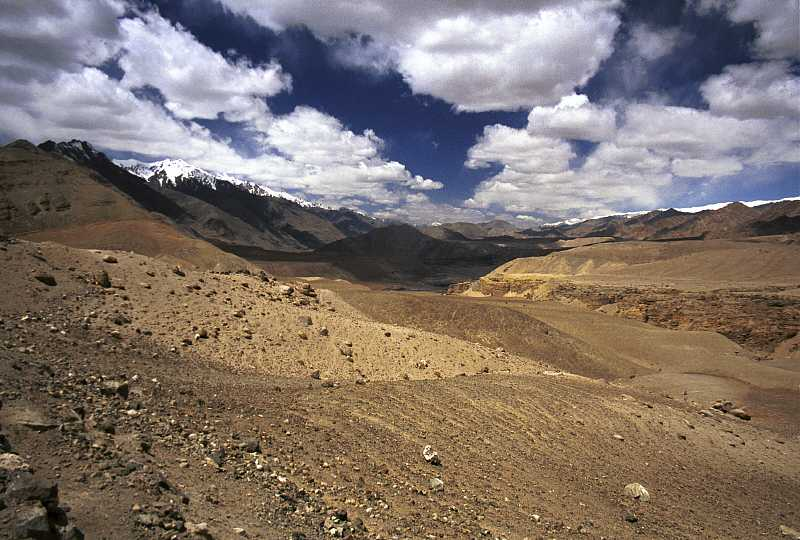
Steinwüste in Ladakh

Stein- oder Felswüsten nennt man auch Hammada. Die Oberfläche dieses Wüstentyps ist übersät mit dicht blockigem, kantigem Schutt- oder Felsmaterial, angesammelt als Ergebnis der physikalischen Verwitterung und der Auswehung des Feinmaterials. Meist sind es mit Geröll bedeckte Hochflächen. Mit dem Auto kaum passierbar, außer auf alten Karawanenstraßen, die man gewöhnlich wie in anderen Wüstenformen an den Alamat erkennt (kleine Steinpyramiden als Wegzeichen) sowie an den Kamelgerippen, die sie säumen. Auf der Oberfläche der Gesteine findet sich vermehrt Wüstenlack.

### Salzwüste

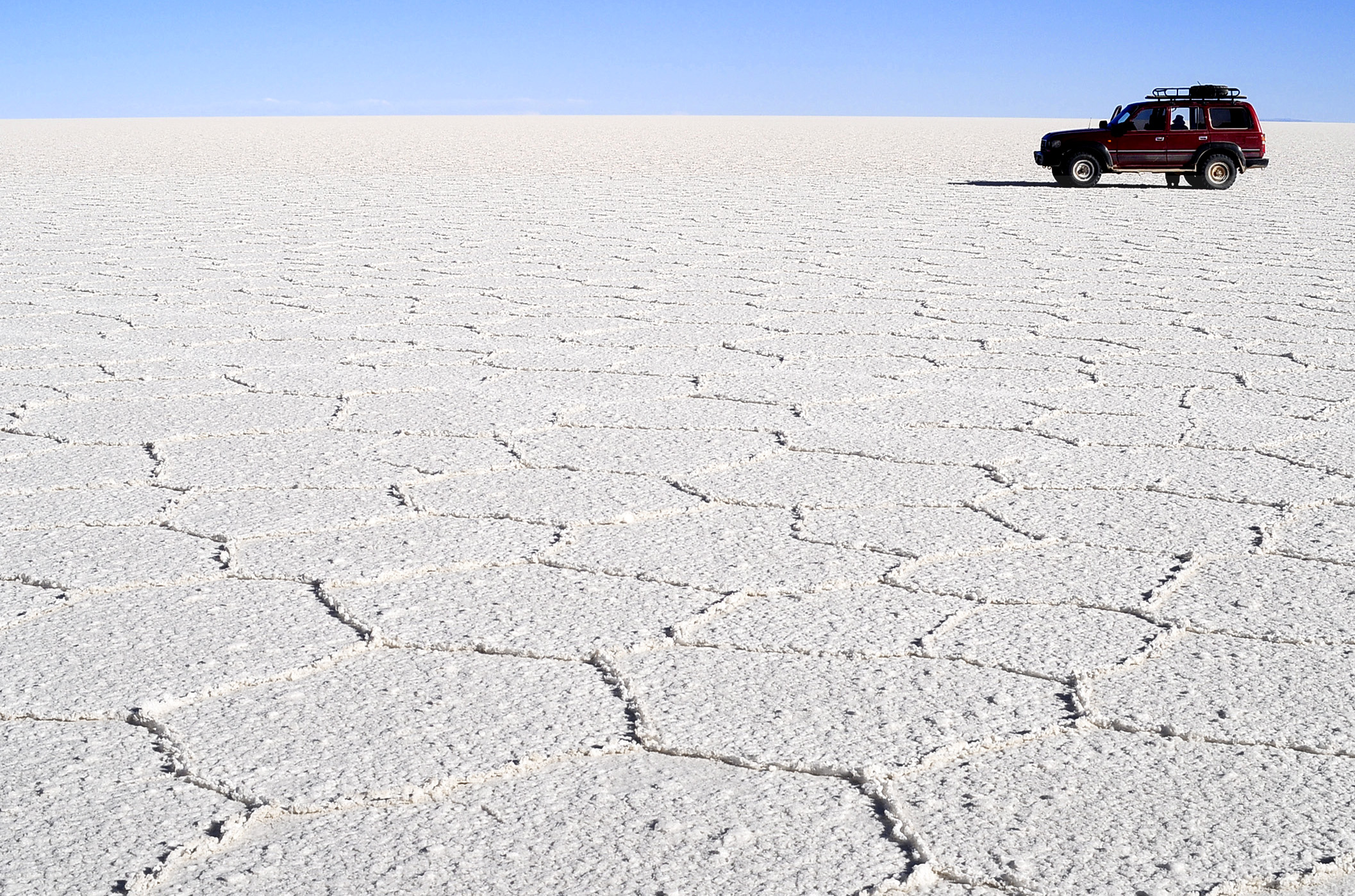
Salzwüste Salar de Uyuni

Salzwüsten nennt man in Algerien und Tunesien Schott, in der zentralen und Ostsahara Sebkha, in Libyen Grara. Salzwüsten entstehen meist in ariden, abflusslosen Sedimentbecken durch starke Verdunstung. Sehr viele Wüsten des Typs liegen in Iran und Zentralasien. Sie sind schwer passierbar und wegen der Tümpel und Sumpffelder unter der Salzkruste möglichst zu meiden. Das Salz dieser Schotts repräsentiert allerdings nicht die Überreste eines alten Meeres, sondern es entstammt den Auswaschungen von aus umgebenden Bergländern heruntergeschwemmten Ablagerungen, die oft reichlich Salz enthalten, wobei es sich in abflusslosen Senken wie z. B. der Qattara-Senke naturgemäß ansammelte und dicke, stark salzangereicherte Ton- und Lehmflächen entstehen ließ, sog. Salztonebenen bzw. Alkaliflats. Nach Niederschlägen wandelten diese sich zu Salzseen oder Salzsümpfen, die aus einem schlammigen Gemisch aus Ton, Salz und Sand bestehen. Die Namen des parallel zur Straße Kairo – Alexandria verlaufenden nordägyptischen Wadi El-Natrun, des libyschen Ortes El Atrun auf der Cyrenaika und der nordwestsudanesischen Oase El-Atrun sind Zeichen dieser Situation.

### Eiswüste
Dem geomorphologischen Typ der Eiswüste entspricht der klimatische Begriff der Kältewüste (siehe unten).

## Einteilung nach klimatischer Entstehungsweise
Die Wüsten der Erde können klimatisch in fünf Typen eingeteilt werden, je nach der Ursache für ihre Trockenheit.

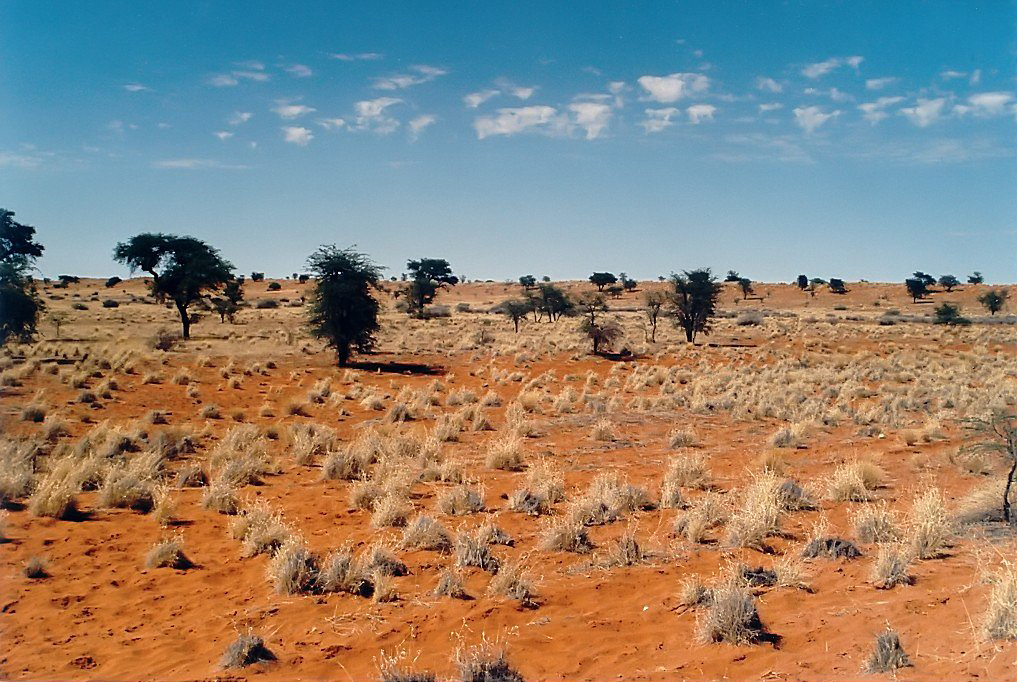
1. Subtropische Wüste: Luftfeuchtigkeit wird vom Wind davongetragen, wie hier in der Kalahari in Namibia.
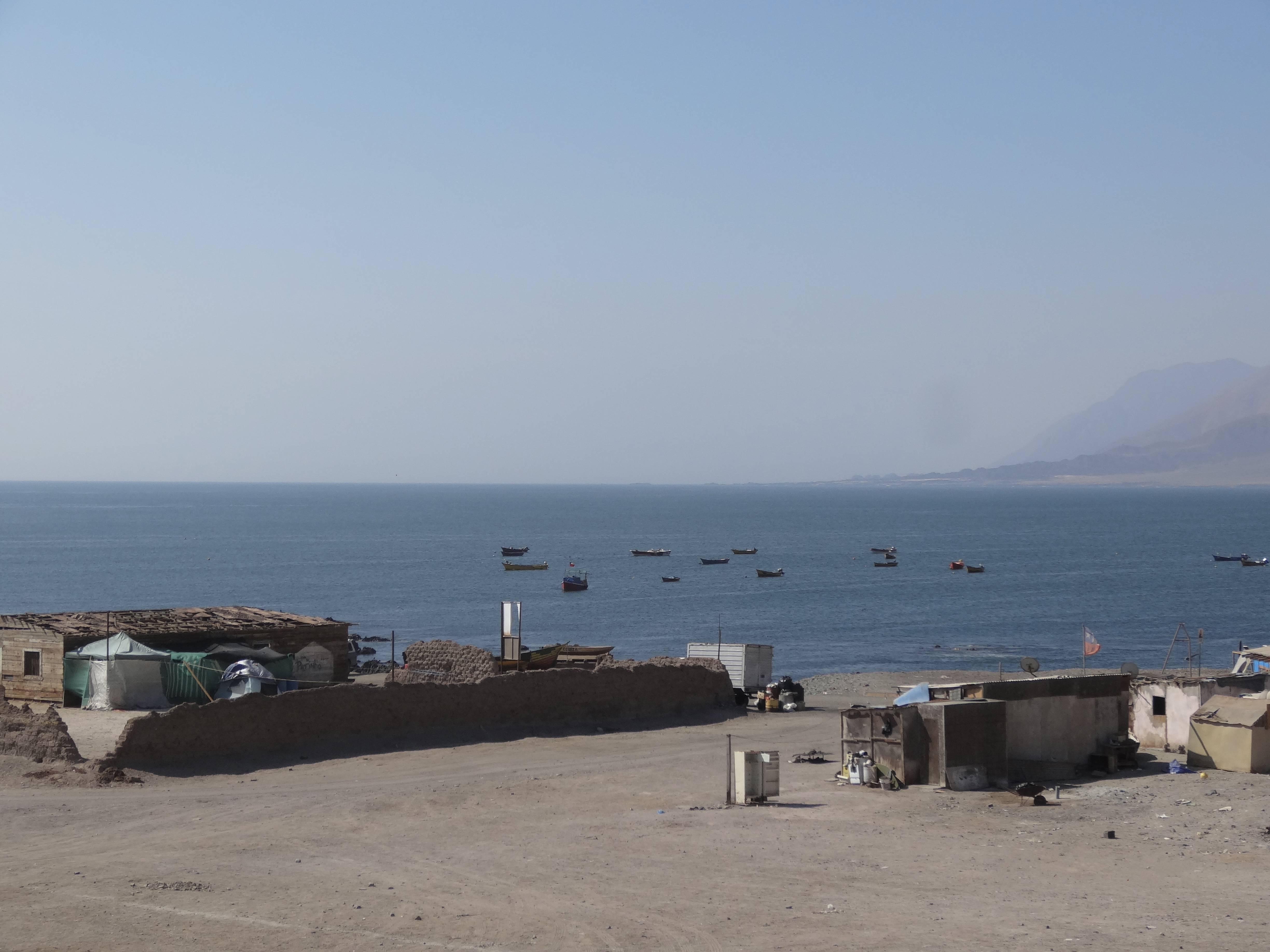
2. Kalte Küstenwüste: An kaltem Wasser gelegen und dadurch sehr trocken und meist steril ist die Atacamawüste wie hier in Cobija (Chile).
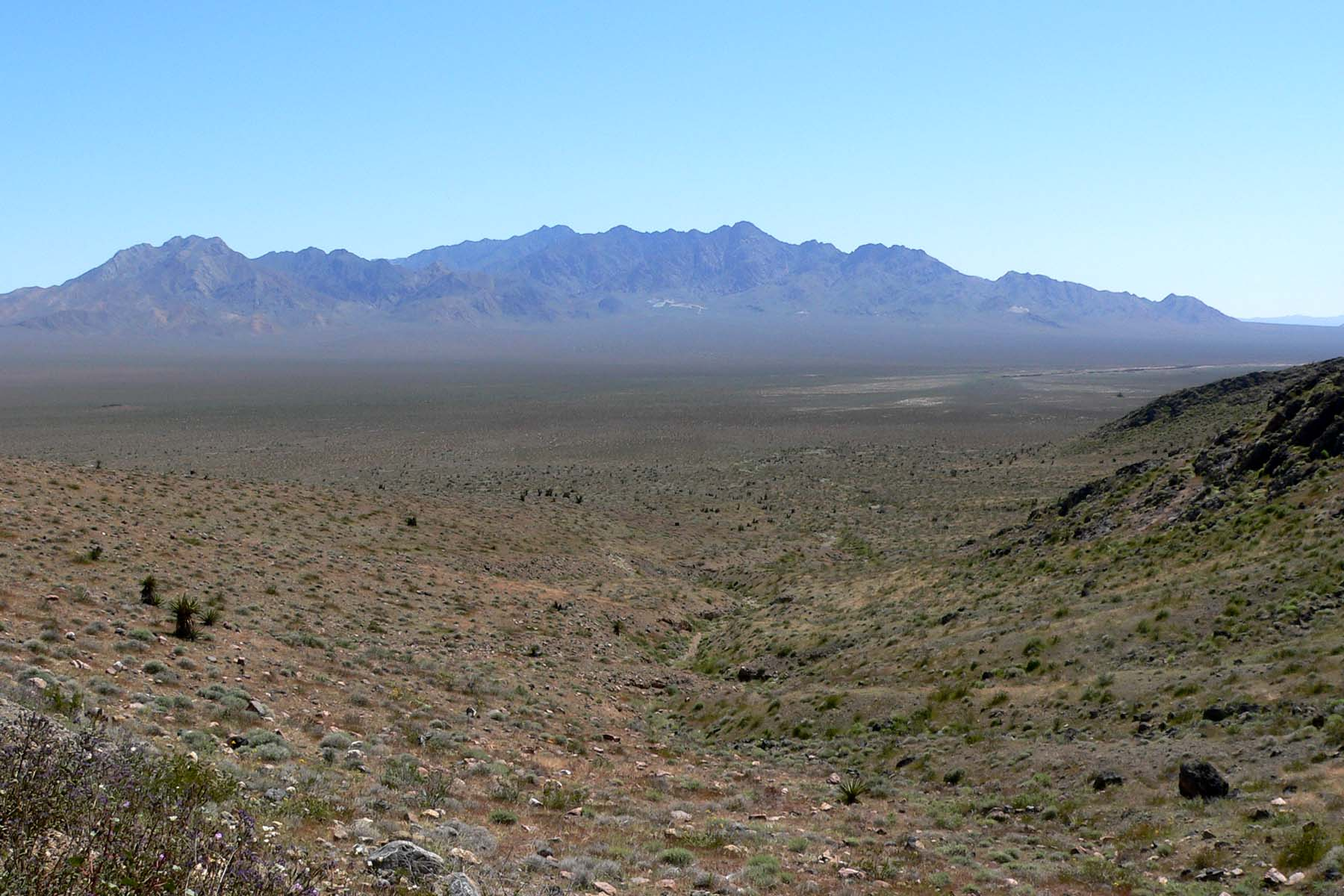
3. Regenschattenwüste: Abgeschirmt durch Gebirge gibt es kaum Niederschläge in der Mojave-Wüste in den USA.
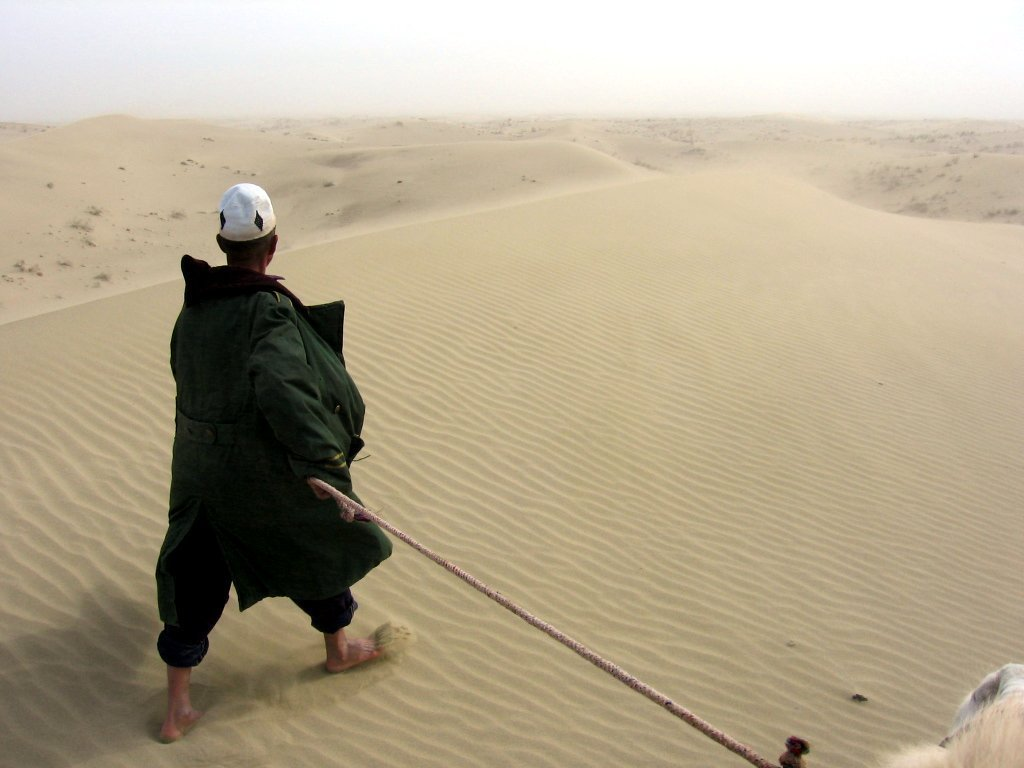
4. Binnenwüste: Weiter entfernt vom Meer als alles andere, fast im Zentrum des eurasischen Kontinents liegt die Taklamakan-Wüste in China.
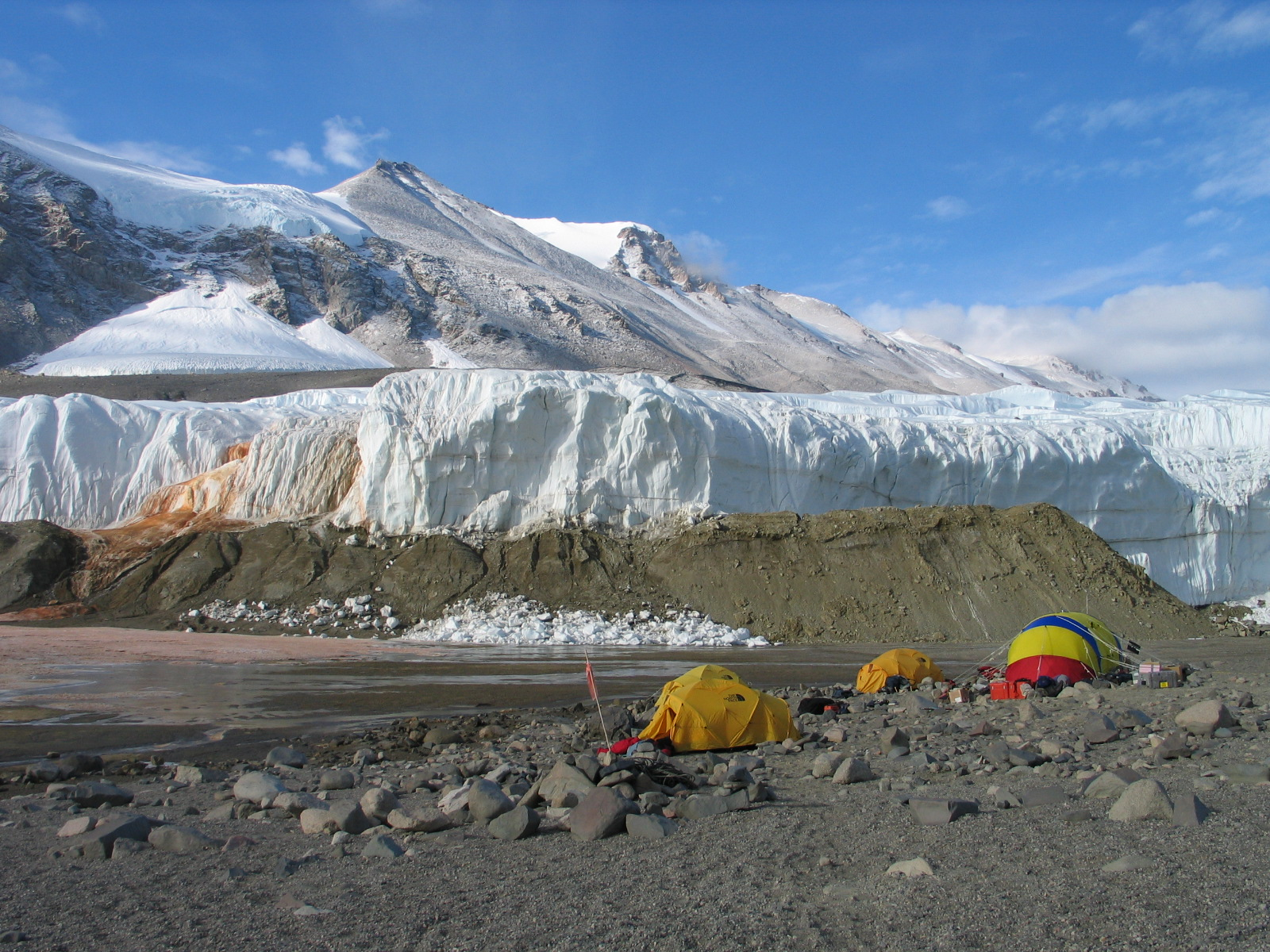
5. Polarwüste: In den McMurdo Dry Valleys in der Antarktis ist es so trocken, dass es auf Permafrostboden über weite Bereiche nicht einmal Eis gibt.

### Subtropische Wüste
Subtropische Wüsten, auch Passatwüsten oder Wendekreiswüsten genannt, liegen in zwei breiten Bändern, die fast die ganze Erde umspannen, bei einer geographischen Breite bis zu etwa 30° beidseits des Erdäquators. Beispiele sind die größten Teile der Sahara und die Kalahari.
Sowohl auf der nördlichen als auch auf der südlichen Halbkugel werden die Luftmassen vom Antipassat kommend von den dort häufig auftretenden Hochdruckgebieten zum Absteigen gezwungen (Urpassat). Das erwärmt sie, wodurch die relative Luftfeuchtigkeit abnimmt und trockene, wolkenlose Klimaverhältnisse aufkommen.
Die Hochdruckgebiete kommen durch die innertropische Konvergenzzone, kurz ITC, zustande. Durch die starke Sonneneinstrahlung über einen großen Winkel wird in der Äquatorregion die Erde besonders stark erwärmt. Ebenso verdunstet viel Wasser. Da es in der Tropopause eine Inversionsschicht gibt, können die Luftmassen nicht weiter aufsteigen. Sie werden nach Norden und Süden abgelenkt. Durch die Kondensation des Wasserdampfes beginnt es zu regnen. In der Wendekreisregion beginnt die abgekühlte Luft, in der keine Feuchtigkeit mehr enthalten ist, abzusinken. Absteigende Luftmassen bewirken stets eine Auflösung der Wolken. In Bodennähe strömt die Luft wieder in die Äquatorregion zurück. Durch die Coriolisablenkung entstehen die Passatwinde.

### Kalte Küstenwüste

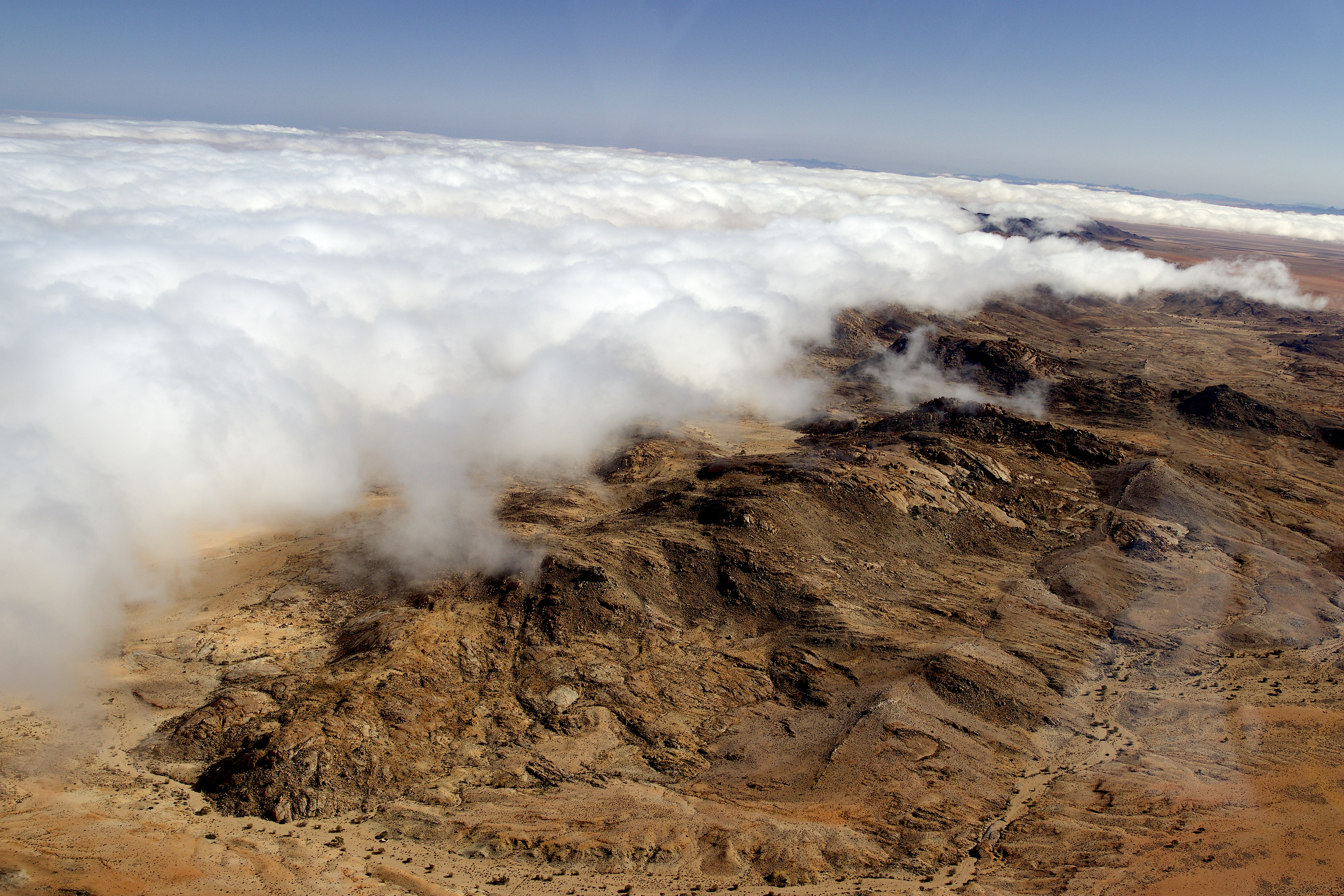
Nebelbank in der Wüste Namib bei Aus (2018)

Die Kalte Küstenwüste ist in vielfacher Hinsicht eine besondere Form der Subtropischen Wüste. Passate und spezielle Meeresströmungen verstärken ihre Trockenheit. Das kalte aufsteigende Wasser des Meeres kühlt die über ihr lagernden Luftmassen ab. Die in diesen Luftmassen enthaltene Luftfeuchtigkeit kondensiert, die relative Luftfeuchtigkeit steigt also und es bilden sich Wolken. Die Wolken haben allerdings so viel an Temperatur verloren, dass sie nicht mehr aufsteigen können – es entsteht eine stabile Schichtung und daher Nebel. Kommen diese Luftmassen nun in die Wüste, so werden sie erhitzt und verlieren stark an relativer Luftfeuchtigkeit, die Wolken lösen sich auf. „So nah am Wasser und doch so arm an Wasser“, hat Alexander von Humboldt einmal die Küstenwüste der Atacama beschrieben.
Weltweit gibt es drei gut entwickelte Fälle dieses Wüstentyps. Die Namib an der Küste von Südwestafrika, die Atacama an der chilenischen und peruanischen Küste und die Wüste an der Pazifikküste von Niederkalifornien in Mexiko. Einige Grenzfälle existieren an der Nordwestküste von Afrika, auf der östlichsten der Kanarischen Inseln, an der Nordwestküste Australiens und möglicherweise an der Küste von Somalia.

### Regenschattenwüste
Regenschattenwüsten sind durch die Gestalt der Erdoberfläche bedingt und werden daher auch Reliefwüsten genannt. Sie treten im Inneren der Kontinente auf, vor allem an hohen Gebirgsketten oder in Beckenlagen. In solchen Regionen fällt nur geringer Niederschlag, weil sie im Regenschatten auf der windabgewandten Seite von Randgebirgen liegen.
Die feuchten Luftmassen werden vor den Gebirgen zum Aufsteigen gezwungen. Oben auf der Gebirgskette ist die Luft kühler und kann daher weniger Wasser speichern: Die feuchten, kalten Luftmassen sind zum Abregnen gezwungen. Auf der anderen Seite der Gebirgskette erwärmt sich die Luft insgesamt (aufgrund der feuchtadiabatischen Abkühlung und der trockenadiabatischen Erwärmung) und die warmen, trockenen Luftmassen sinken. Unten bilden sich aufgrund der Wärme und Trockenheit Wüsten. Eine typische Regenschattenwüste ist die Wüste Juda.

### Binnenwüste
Binnenwüsten befinden sich südlich der südlichen oder nördlich der nördlichen Wendekreise. Am bekanntesten sind die Wüste Gobi, die Taklamakan und der Great Basin.
Kontinentale Binnenwüsten und Regenschattenwüsten werden von manchen Forschern als außertropische Wüsten zusammengefasst.

### Polarwüste
Die Polargebiete sind Wüsten. Sie erhalten nur sehr geringe Niederschläge und die Feuchtigkeit liegt meist in gefrorener Form vor, wodurch das Wasser für Pflanzen nicht zur Verfügung steht. Durch die herrschenden extrem niedrigen Temperaturen ist der Boden gefroren und die Luft sehr trocken. Ein bekanntes Beispiel sind die hyperariden McMurdo-Trockentäler in der Antarktis, die zu den trockensten Gebieten der Erde zählen.
Ähnliche Wüsten kommen auf den subantarktischen Inseln wie den Prinz-Edward-Inseln, insbesondere der Marion-Insel vor. Diese werden of als fellfield (Fjaeldmark, Felsenfluren, Felsentundra) oder auch als „Windwüste“ (wind desert) bezeichnet. Sie kommen auf den höheren Bergen der Inseln, oberhalb ca. 500 bis 550 m, vor, insgesamt 120 km² der 290 km² Fläche der Marion-Insel. Typisch ist eine nackte Felsoberfläche ganz ohne Böden, mit wenigen Moospolstern und Flechten in kleinen Mulden mit Schmelzwassereinfluss als einziger Vegetation. Trotz der Bezeichnung als „Windwüste“ ist Wind vermutlich nicht der entscheidende ökologische Faktor, vermutlich sind sie vor allem durch permanenten, möglicherweise täglichen Frostwechsel für Gefäßpflanzen besiedlungsfeindlich.

## Weitere Wüstentypen

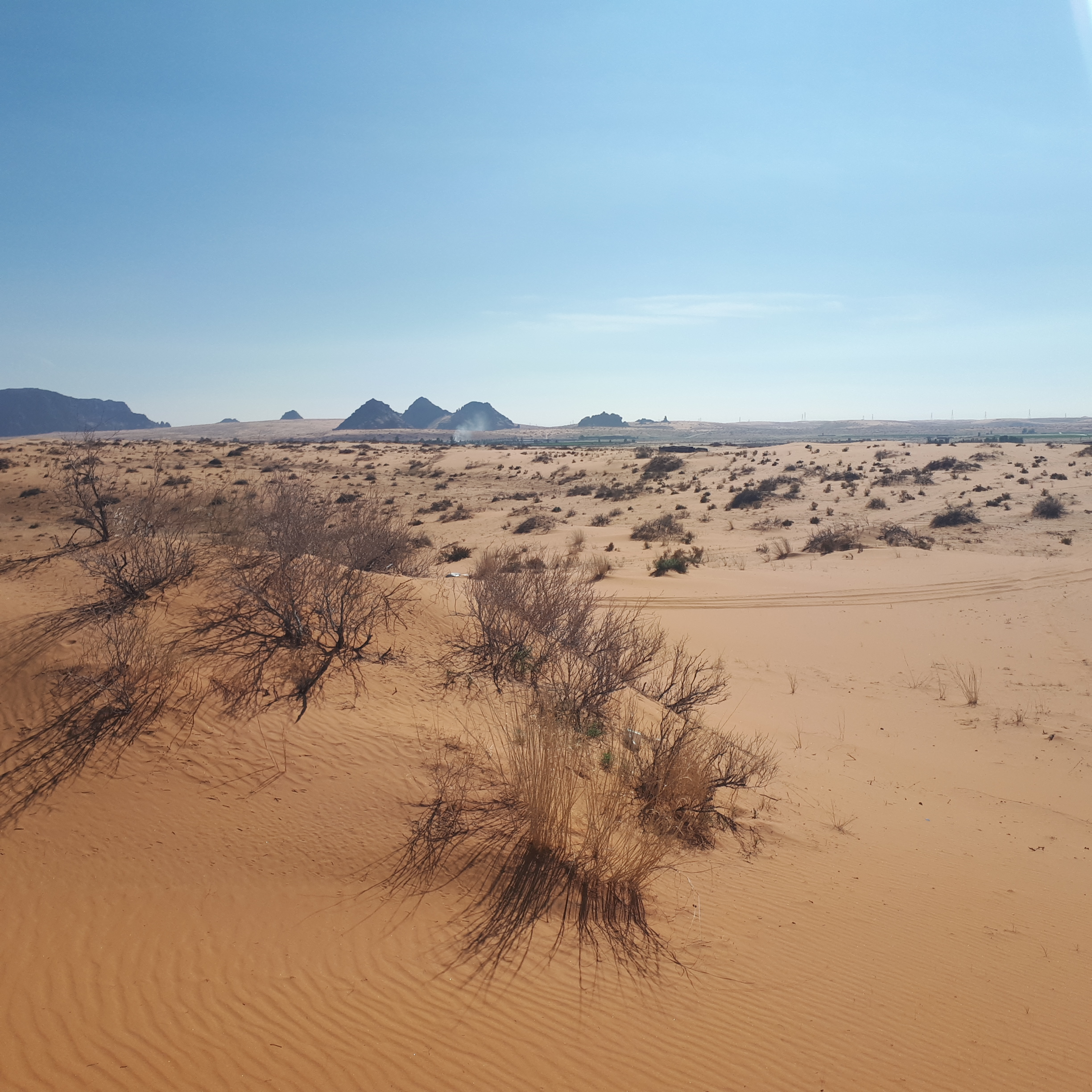
Sandwüste mit Sandsteinfelsen bei UNESCO-Weltnaturerbe Jubbah

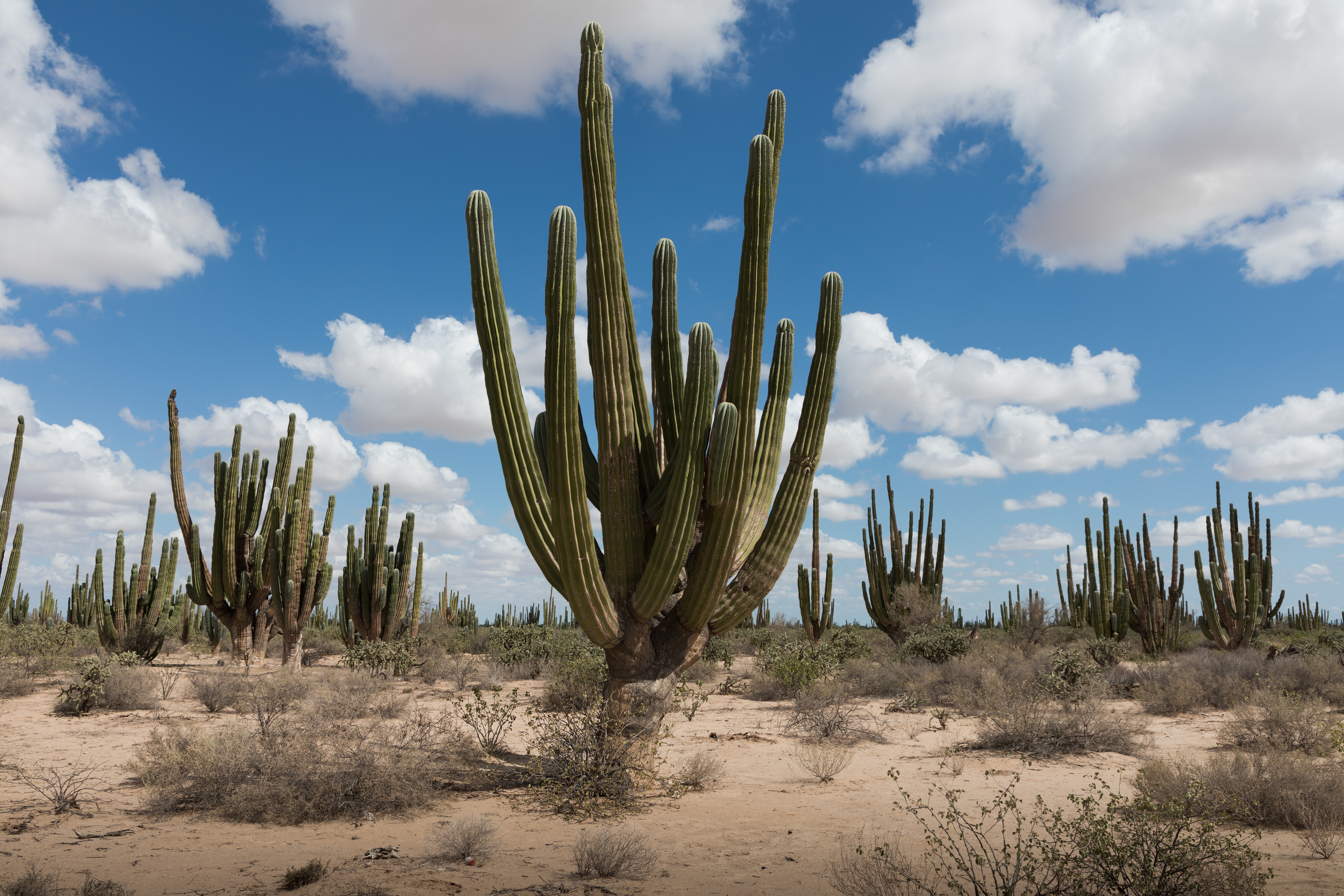
Halbwüste mit Kakteen in der Sonora-Wüste, Mexiko

### Halbwüste (und Wüstensteppe)
Die Halbwüste stellt eine Landschaftszone dar, die mit 125 bis 250 mm Jahresniederschlag geringfügig feuchter als die echte (Trocken-)Wüste ist. Sie befindet sich mit einem Pflanzenkleid von weniger als 50 % meist am Rand (in der Übergangszone) einer „Vollwüste“. Entscheidend für die Differenzierung von Voll- und Halbwüste ist die Verteilung der „Pflanzeninseln“: Während in der Vollwüste nur begünstigte Standorte bewachsen sind, die durch ihre Lage im Schatten oder auf besser wasserspeichernden Böden gekennzeichnet sind; zeigt die Halbwüste ein relativ flächenhaftes Mosaik aus Bewuchs und Lücken, der sich nicht direkt aus den Standortverhältnissen ableiten lässt.
Die Halbwüste leitet zu offenen Vegetationstypen über: den Dornsavannen und Strauchsteppen in den tropisch / subtropischen Trockengebieten (siehe etwa Sahelzone) sowie Trocken- und Wüstensteppen in den trockenen Mittelbreiten, die eine lückige und meist niedrige, jedoch insgesamt über 50 % Pflanzenbedeckung aufweisen. In der Literatur werden Wüstensteppen und Halbwüsten häufig nicht differenziert, obwohl die Vegetationsdecke bei Steppen nach einer häufigen Definition über 50 % liegt; Wüstensteppen jedoch geringer bewachsen sind. Die Klimabedingungen sind sehr ähnlich, jedoch dominieren in den Halbwüsten holzige Pflanzen und in den Wüstensteppen Gräser und/oder Kräuter.

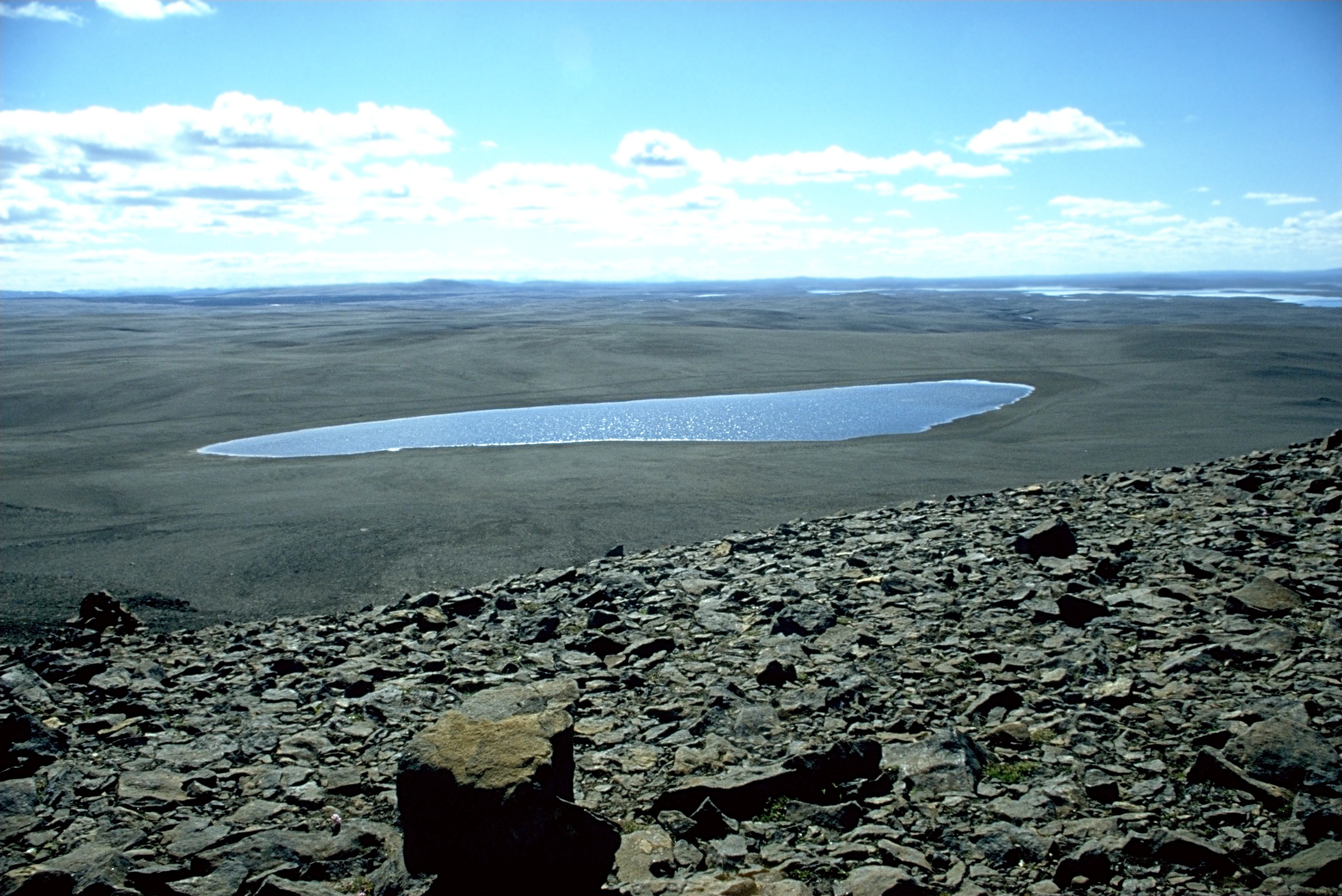
Isländisches Hochland

### Edaphische Wüste
Ausgedehnte, aus bodenkundlichen (edaphischen) Gründen oder aufgrund von Bodenerosion vegetationslose Gebiete werden oft im allgemeinen Sprachgebrauch „Wüsten“ genannt. In edaphischen (bodenbedingten) Wüsten werden zugeführte Niederschläge im stark wasserdurchlässigen Boden sehr schnell abgeführt. Wasser kann sich nicht oder nur sehr schlecht im Boden speichern, es fehlt für pflanzliches Wachstum. So bilden die riesigen Schotterfluren im Isländischen Hochland trotz erheblicher Niederschlags- und Schmelzwassermengen eine Wüstenlandschaft.
Die Anmutung als Wüsten gilt insbesondere für sandgeprägte Lebensräume wie Küstendünen. So wird die Dünenlandschaft der brasilianischen Lençóis Maranhenses oft als Wüste angesprochen. In den meisten Definitionen von Wüste sind diese Regionen allerdings nicht eingeschlossen, da die Vegetationsarmut hier nicht auf Wassermangel zurückgeht (die Lençóis Maranhenses erhalten zum Beispiel etwa 2000 Millimeter Jahresniederschlag).

## Ökologie
Das Überleben in Wüstengebieten, mit ihren von Wassermangel geprägten besonderen Umweltbedingungen, zwingt Pflanzen und Tiere, aber auch den Menschen zu jeweils ganz spezifischen Anpassungen. Regenschauer sind selten, doch wenn es einmal regnet, dann meist sehr heftig. Danach blüht die Wüste auf: Es wachsen farbenprächtige Wüstenpflanzen, die aber wegen des fehlenden Wassers einen kurzen Lebenszyklus haben. Dennoch gewährleisten u. a. auch diese kurzen Vegetationsperioden ein häufig erstaunlich reiches Tierleben.

### Flora und Vegetation

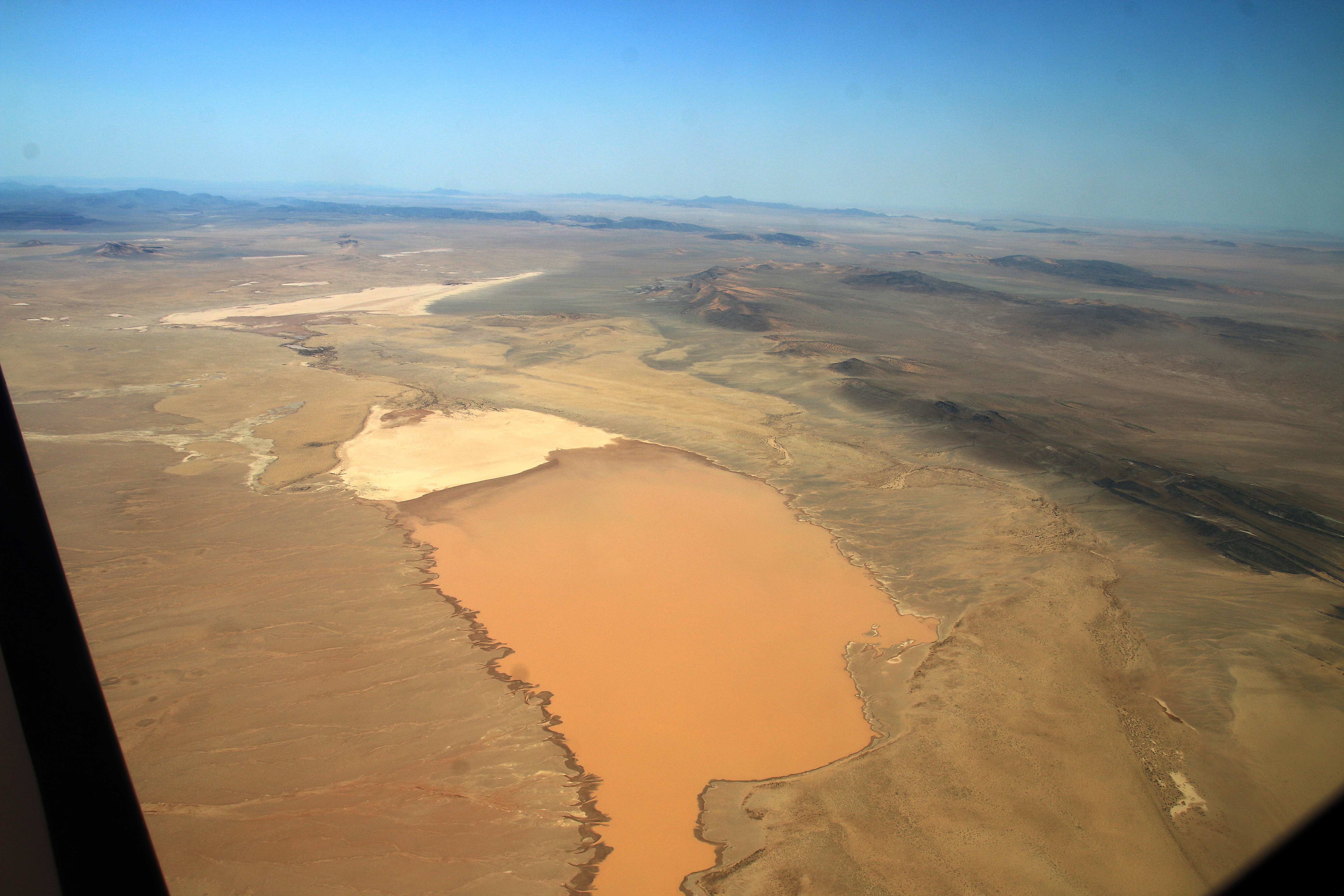
Wasseransammlung in einer Senke (hier auch Vlei genannt) nach seltenem Regen in der Wüste Namib (Okt.2018)

Wüsten sind durch Vegetationsarmut oder gar Vegetationslosigkeit gekennzeichnet, nur etwa ein Viertel aller Wüstenflächen sind überhaupt bewachsen. Die vorhandene Vegetation (Xerophyten, Halophyten) wird durch an Trockenheit oder verstärkte Salzverträglichkeit angepasste Sträucher, Gräser und bestimmte tiefwurzelnde Bäume (z. B. Akazien in der Kalahari) bestimmt. Sie unterscheiden sich in wassersparenden, wasserspeichernden, unterirdisch überdauernden Pflanzen und in Pflanzen mit kurzer Vegetationszeit. So ist zum Beispiel in der Nebelzone der Namib-Wüste der Strauch Arthraerua leubnitziae (ein Fuchsschwanzgewächs) als häufigster Vertreter der ständigen Vegetation heimisch, er kann die hohe Luftfeuchtigkeit der Nebelschwaden nutzen. Pflanzen wie dieser gelingt es auch während der extremen und lange anhaltenden Dürreperioden (am Beispiel der Arthraerua leubnitziae mehrere Tausend Jahre) ihren Wasserhaushalt aufrechtzuerhalten.

### Fauna
In vielen Wüsten der Welt sind trotz der vermeintlich lebensfeindlichen Bedingungen zahlreiche Tierarten anzutreffen. So sind zum Beispiel in der Gobi neben anderen Großtieren die Kropfgazelle und der Steppeniltis heimisch, zuweilen findet man auch Schneeleoparden und Wölfe. Noch wesentlich zahlreicher als Säugetiere sind in den ariden Gebieten Reptilien und vor allem die außerordentlich anpassungsfähigen Gliederfüßer (z. B. Insekten und Skorpione) anzutreffen.
Gerade die in heißen Sandwüsten lebenden Tiere weisen häufig sehr augenfällige Anpassungen an die hohen Oberflächentemperaturen des Sandes auf: so haben Insekten, die tagsüber auf dem Sand laufen, meist außergewöhnlich lange Stelzbeine, da die Temperatur schon wenige Zentimeter über dem Sand deutlich abnimmt. Hierdurch und durch eine schnelle Fortbewegung, sind die Tiere in der Lage, sich vor tödlicher Überhitzung zu schützen. Auch die langen Beine der Kamele könnten sich als Schutz vor der Abstrahlungshitze entwickelt haben.

## Kulturgeschichte

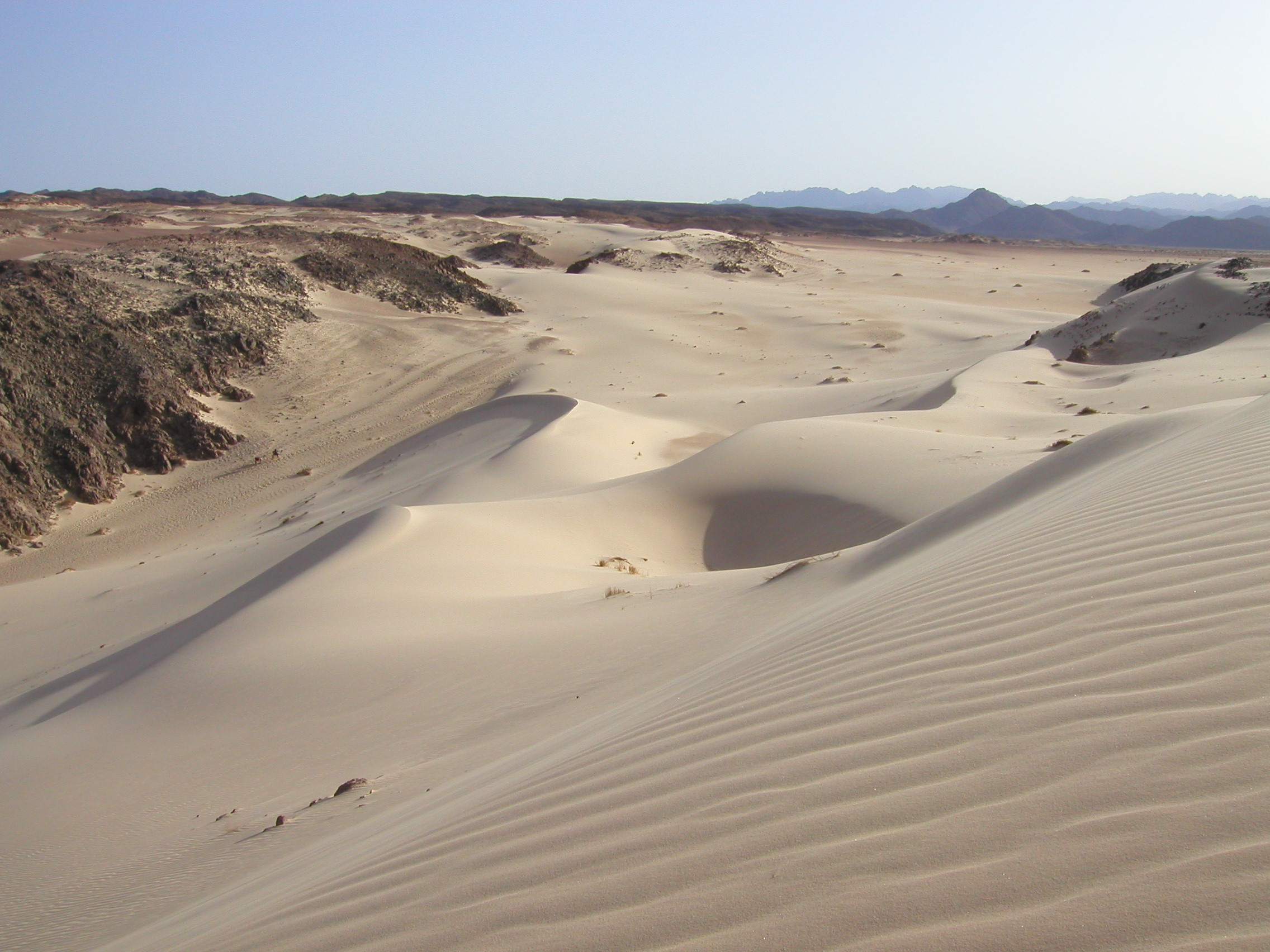
Sanddünen in der Wüste Sinai

In kulturhistorischer Hinsicht spielte die Wüste seit der Antike eine wichtige Rolle in der europäischen Historiographie und Literatur. Einerseits symbolisierte die Wüste seit Herodot das Fremde und Andersartige, das sich dem europäischen Zugriff entzog. Andererseits bot die Wüste aber auch Rückzugsmöglichkeiten. Insbesondere durch die Bibel (Auszug aus Ägypten der Israeliten, Versuchungen Christi) und die spätere hagiographische Literatur (Eremiten) wurde ein Bild der Wüste nach Europa transportiert, das im Kern bis heute fortwirkt. Durch die Domestizierung des Dromedars gelang es dem Menschen, tiefer in die großen Wüsten vorzudringen oder sie zu durchqueren. Dadurch konnte die Wüste zum Lebensraum des Menschen werden.

## Verwüstung
Das Entstehen neuer und die Ausbreitung bestehender Wüsten ist meist vom Menschen verursacht (Desertifikation). Dazu zählen Überweidung, unangepasster Ackerbau und Entwaldung. Natürliche Ursachen für Verwüstung sind Dürreperioden, Ausbreiten von Sanddünen oder Ausfransen von Wüstenrändern. Verwüstung wird durch Ausblasung (Wind), Abschwemmung (Wasser), Versalzung und Skelettierung gefördert.
Die UN-Organisation UNCCD kämpft gegen die weitere Ausbreitung der Wüsten. Das Jahr 2006 wurde zum Internationalen Jahr der Wüsten und Wüstenbildung erklärt.

## Einige große Wüsten
| Nr. | Fläche (km²) | Name                | Kontinent   |
| --- | ------------ | ------------------- | ----------- |
| 1.  | 13.200.000   | Antarktis           | Antarktika  |
| 2.  | 8.700.000    | Sahara              | Afrika      |
| 3.  | 2.300.000    | Gobi                | Asien       |
| 4.  | 2.160.000    | Grönland            | Nordamerika |
| 5.  | 1.855.000    | Arabische Wüsten    | Asien       |
| 6.  | 1.371.000    | Australische Wüsten | Australien  |
| 7.  | 900.000      | Kalahari            | Afrika      |
| 8.  | 330.000      | Taklamakan          | Asien       |
| 9.  | 320.000      | Sonora              | Nordamerika |
| 10. | 273.000      | Karakum             | Asien       |
| 11. | 273.000      | Tharr und Cholistan | Asien       |

Die mit Abstand größten Wüsten sind die Antarktis, Sahara, Gobi und Grönland. Alle Wüsten der Erde zusammengenommen bedecken etwa ein Fünftel der gesamten Landfläche der Erde, das sind fast 30 Millionen Quadratkilometer. Werden auch die Halbwüsten mit hinzugerechnet, so ergibt sich etwa ein Drittel der Landfläche, also etwas weniger als 50 Millionen Quadratkilometer. Insgesamt bedecken sie knapp 10 % der gesamten Erdoberfläche.

## Wüstenklimate
Trockenwüsten in allen Breiten können starken Temperaturschwankungen unterliegen, abhängig von Meeresentfernung und Jahreszeit. Tagsüber erhitzt sich der Boden aufgrund der schlechten Wärmeleitung des quarzhaltigen und luftdurchsetzten Wüstenbodens nur oberflächlich. Zudem kann dieser im Vergleich zu feuchten Böden nur wenig Wärmeenergie speichern (Wasser kann etwa sechsmal so viel Energie speichern wie Sand). Durch die geringe Wolkenbildung dringt tagsüber Wärmestrahlung zwar ungedämpft zu Boden und erhitzt ihn sehr stark (bis zu etwa 70 °C), allerdings strahlt nachts Wärme wieder ungehindert ins Weltall ab (Wolken wirken als Isolierungsschicht, sowohl vom Weltall zur Erde als auch umgekehrt). Das führt zu Temperaturunterschieden von 50 K und mehr in tropisch/subtropischen Wüsten, insbesondere im „Winter“.
Dieser Effekt ermöglicht auch in den trockensten Wüsten ein bescheidenes Leben. Wegen der starken Abkühlung wird ein bodennaher Taupunkt erreicht. Pflanzen und andere Lebewesen können dann von den gebildeten Tautropfen leben.
Aufgrund der starken Temperaturschwankungen wird die physikalische Verwitterung in der Wüste enorm gefördert. Die chemische Verwitterung erfolgt hingegen wegen des Wassermangels nur sehr langsam (vgl. Wüstenlack).

## Filme
- Die Wüste lebt Vereinigte Staaten,  Dokumentation, 67 Min von James Algar, Produktion: The Walt Disney Studios
- Planet Erde. Wüstenwelten. Großbritannien, Dokumentation, 45 Min. Ein Film von Alastair Fothergill, Produktion: BBC